# Kaja Paschalska

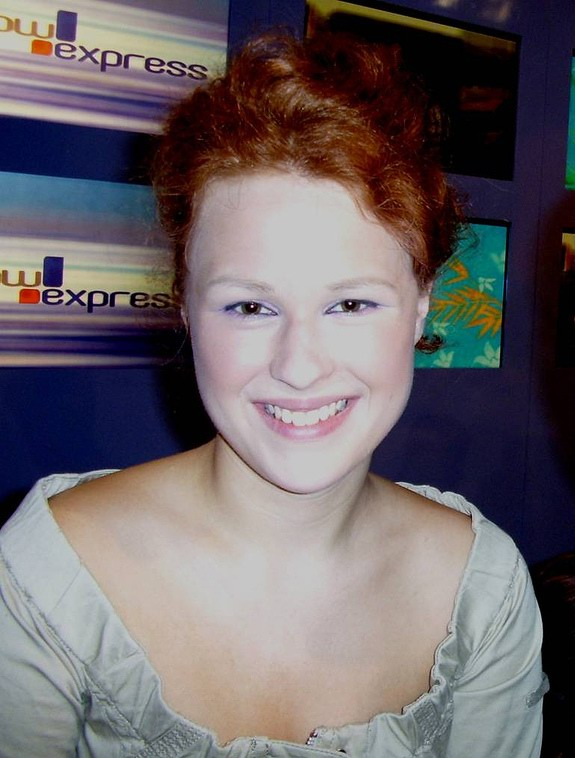
Kaja Paschalska (2007)

Kaja Joanna Paschalska (* 25. Februar 1986 in Warschau) ist eine polnische Schauspielerin und Popsängerin sowie ehemaliger Kinderstar.

## Leben
Kaja wurde in Warschau geboren und entdeckte bereits im Kindergarten ihre Leidenschaft für die Schauspielerei. Im polnischen Fernseh-Kindertheater hatte sie ihre ersten Auftritte. Seit ihrem elften Lebensjahr spielt sie in der Seifenoper Klan die Rolle der Aleksandra Lubicz. Neben der Schauspielerei ist sie auch als Popsängerin in Polen unterwegs. Bei dem Musikfestival Krajowy Festiwal Piosenki Polskiej im Jahr 2001 konnte sie den ersten Platz im Duett gewinnen. Im gleichen Jahr brachte sie ihr erstes Studioalbum mit dem Namen Kaja Paschalska heraus. Ein Zweites folgte zwei Jahre später. Seit 2001 tritt sie regelmäßig bei dem Musikfestival Krajowy Festiwal Piosenki Polskiej auf. Zuletzt 2010 zusammen mit der Sängerin Izabela Trojanowska. Trjoanowska und Paschalska haben bereits zuvor gemeinsame Konzerte gegeben.
Im Playboy und in dem Männermagazin CKM war sie jeweils mit erotischen Fotoserien vertreten.

## Diskografie

### Album
- 2003 Kaja 2
- 2001 Kaja Paschalska

### Single
- 2003 Zaufałam sobie
- 2003 Nie ma miłości
- 2002 Dla Mamy
- 2001 Tylko Ty
- 2001 Przyjaciel od zaraz